# Gordini Type 24S

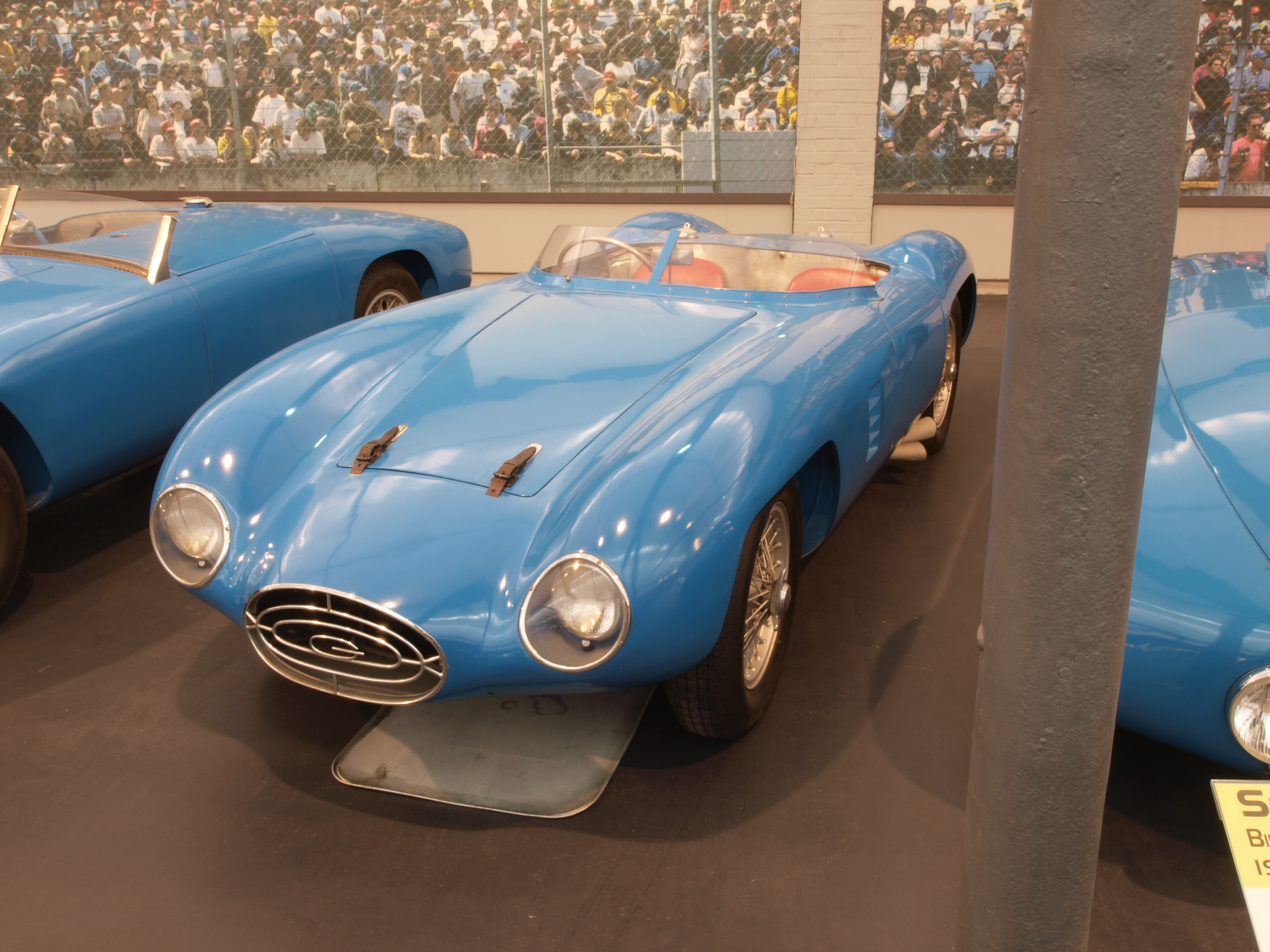
Gordini Type 24, Fahrgestell 0037S

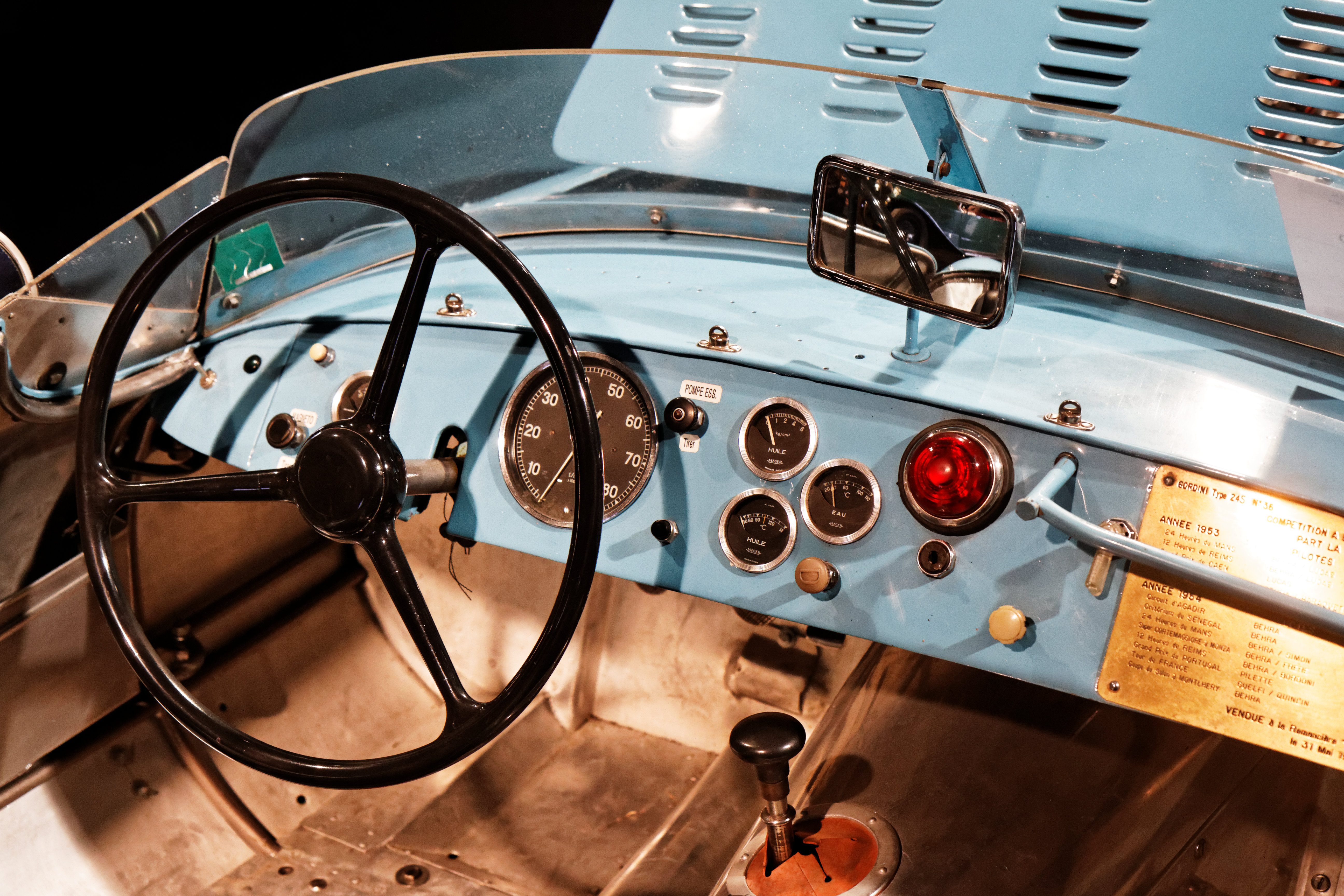
Cockpit des Gordini-Type-24-Fahrgestells 0036S

Der Gordini Type 24S war ein Sportwagen-Prototyp, der 1953 bei Gordini entwickelt wurde.

## Entwicklungsgeschichte und Technik
Die Entwicklung des Typs 24 war das bis dahin ambitionierteste Sportwagen-Projekt von Amédée Gordini. Der Wagen hatte einen 3-Liter-8-Zylinder-Reihenmotor, der aus zwei 4-Zylinder-Blöcken bestand. Das Aggregat war eine Eigenkonstruktion, da Simca nach ausbleibenden Erfolgen die Zusammenarbeit beendet hatte. Dazu gab es ein neues 5-Gang-Schnellschaltgetriebe.
Gordini baute zwei Fahrgestelle, welche die Nummern 0036S und 0037S erhielten. Das Chassis bestand aus Stahlrohren und die Karosserie aus Aluminium. Beide Wagen wurden vom Werksteam bei Sportwagenrennen gefahren. Für Fahrgestell 0036S interessierte sich 1956 die französische Schriftstellerin Françoise Sagan, kaufte den Wagen aber nicht. Gekauft wurde er dann von André Guelfi, der damit weiterhin Rennen fuhr. Nach mehreren Besitzerwechseln wurde der vollständig restaurierte Rennwagen 2014 bei einer Auktion mit einem Mindestgebot von 2,5 Millionen Euro angeboten.
Fahrgestell 0037S wurde 1955 von den Brüdern Fritz und Hans Schlumpf erworben und steht heute im Musée National de l’Automobile.

## Renngeschichte
Ursprünglich hätte der Type 24 sein Renndebüt beim 24-Stunden-Rennen von Le Mans 1953 geben sollen, aber Fahrgestell 0036S wurde nicht rechtzeitig fertig und war nur Reserve. Das Debüt gab es dann beim 12-Stunden-Rennen von Reims 1953, am Steuer Jean Behra und Jean Lucas. Vom fünften Trainingsrang aus ins Rennen gehend, fiel der Wagen nach einem Unfall aus. Die erste Zielankunft gab es drei Wochen später beim Großen Preis von Caen, wo Jean Lucas sechster wurde. Dabei hatte er allerdings vier Runden Rückstand auf Pierre Chancel im kleinen Panhard X85.
1954 wurden beide Wagen ohne großen Erfolg in der Sportwagen-Weltmeisterschaft gefahren. Siege gab es abseits der großen Sportwagenrennen. Franco Bordoni-Bisleri gewann die Trullo d’Oro und den Großen Preis von Pergusa; Jean Behra blieb bei der Coupe du Salon erfolgreich.
Ab 1955 wurde die Type 24S nur mehr von Privatfahrern gefahren und verschwanden nach einem Ausfall beim 24-Stunden-Rennen von Le Mans 1957 endgültig von den Rennpisten.